# Пам'ятки археології національного значення Чернівців
| Місцезнаходження                          | Світлина | Найменування пам'ятки, датування   | Номер і дата документа про взяття на облік                       | Охоронний номер |
| ----------------------------------------- | -------- | ---------------------------------- | ---------------------------------------------------------------- | --------------- |
| Коломийська вул. при виїзді з м.Чернівців |          | Ленківське городище, ХІІ- ХІІІ ст. | Постанова Ради Міністрів Української РСР від 21.07.1965 р. № 711 | 129             |